# 托马索·马埃斯特雷利
托马索·马埃斯特雷利（義大利語：Tommaso Maestrelli，1922年10月7日—1976年12月2日），意大利前男子足球运动员，场上位置是中场。他曾代表意大利国奥队参加1948年夏季奥林匹克运动会足球比赛。